# Коробово (Ленінський міський округ)
Ко́робово (рос. Коробово) — присілок у складі Ленінського міського округу Московської області, Росія.

## Населення
Населення — 202 особи (2010; 123 у 2002).
Національний склад (станом на 2002 рік):
- росіяни — 95 %